# Альфред Келлер
Альфред Келлер (нім. Alfred Keller; 19 вересня 1882, Бохум, Арнсберг — 11 лютого 1974, Берлін) — німецький воєначальник часів Третього Рейху, генерал-полковник Люфтваффе (1940). Кавалер Pour le Mérite (1917) та Лицарського хреста Залізного хреста (1940).

## Біографія

### Ранні роки
Альфред Келлер народився 19 вересня 1882 року в Бохумі, в родині податківця. Закінчив початкову школу в районі Шальке Гельзенкірхена. У 1897 році вступив в кадетське училище. 5 квітня 1902 року фанен-юнкером прийнятий в 17-й саперний батальйон Прусської армії в Торні.
З 18 серпня 1911 до 19 лютого 1912 року служив у 17-му саперному батальйону. 20 лютого 1912 був переведений у Вільгельмсгафен і призначений першим інженер-інспектором міських укріплень. Влітку того ж року пройшов підготовку льотчика-спостерігача в Меці і здійснив свій перший політ. Навесні 1913 року пройшов курс пілота в експериментальній льотній школі Нідер-Ноєндорфа, потім був прийнятий в якості пілота на авіастанцію в Дармштадті, де знаходився до 1 серпня 1914 року.

### Перша світова війна
C початком Першої світової війни був призначений командиром 27-го авіазагону 5-го армійського авіапарку бомбардувальної авіації на Західному фронті. У жовтні 1914 року здійснив розвідувальний політ над Парижем, з метою визначити наявність ППО у французькій столиці. Це дозволило його авіазагону успішно здійснювати повітряні атаки на Париж і передмістя, за що був нагороджений Залізним хрестом 2-го класу.
З осені 1915 року здійснював командування 5-го армійського авіапарку, який брав участь в битві при Вердені і одночасно з вересня був командиром 40-го авіазагону, в складі якого здійснював нічні вильоти. У 1916 році призначений командиром 1-го армійського авіапарку бомбардувальної авіації, який брав участь в битві на Соммі. За свою спеціалізацію по бомбардувальникам отримав прізвисько «Бомба-Келлер».
З осені 1916 року був командиром 1-го Нічного авіазагону. 1 квітня 1917 року був призначений командиром 1-ї бомбардувальної ескадри Верховного командування. Ескадра на чолі з Келлером здійснювала нічні бомбардування в околицях Дюнкерка. У вересні 1917 року ескадра завдала раптовий нічний удар по базі британських експедиційних військ в Дюнкерку, бомбардувальники скинули близько 100 000 кг бомб і завдали значної шкоди. В результаті чого змусили британців відступити в Кале.
В ніч з 30 на 31 січня 1918 ескадра Келлера здійснила бомбардування Парижа, викликавши руйнування і паніку серед населення міста. Незважаючи на активні дії ППО ескадра не зазнала втрат. Після цього французьке командування було змушене зняти частину знарядь ППО з фронту для захисту столиці.

### У Веймарській республіці
Після закінчення війни і розформування ВВС 1 грудня 1918 року вийшов у відставку. Очолив наземний відділ німецької Повітряної торгової компанії. З 1 травня 1923 року — керівний співробітник компанії авіаперевезень Юнкерса і директор Данцигської авіапошти. 1 травня 1925 року очолив авіаційну транспортну школу в Берліні-Штаакені, в 1928 році — в Брауншвейзі. У цей період почалася таємна підготовка нових військових льотчиків, в якій Келлер брав участь. З 1931 року став тісно співпрацювати з командуванням рейхсверу з питань відтворення військової авіації.

### Кар'єра в Люфтваффе
1 січня 1934 року призначений командиром 2-го інженерного батальйону і відряджений в Імперське міністерство авіації, залишався командиром льотної школи в Брауншвейгу. 1 червня 1934 року призначений командиром 154-ї бомбардувальної ескадри і комендантом авіабази у Фасбергу. З 1 квітня 1935 року — вищий командувач авіації IV Повітряного округу в Мюнстері. З 1 жовтня 1937 року — офіцер для особливих доручень в Імперському міністерстві авіації і при головнокомандувачі люфтваффе. З 1 січня 1938 року — командувач I повітряного округу в Кенігсберзі. З 4 лютого 1938 року керує повітряним командуванням люфтваффе в Східній Пруссії. 1 лютого 1939 призначений командиром 4-ї повітряної дивізії, розквартированої в Брауншвейзі.

### Друга світова війна
11 жовтня 1939 очолив, сформований на базі дивізії, 4-й повітряний корпус. 10 травня 1940 року корпус брав участь в нальоті на аеродроми Голландії та Бельгії. Під час Французької кампанії особисто здійснив 58 бойових вильотів у районі Дюнкерка.
20 серпня 1940 призначений командувачем 1-го повітряного флоту, а також командувачем ВПС на Сході. З початком німецько-радянської війни 1-й повітряний флот підтримував наступ групи армій «Північ».
Організував повітряне постачання наземних військ, які потрапили в «Дем'янський котел». 1-й повітряний флот під командуванням Келлера брав участь в Блокаді Ленінграда, в 1942 році намагався зірвати навігацію по Ладозі. 26 червня 1943 року переведений в резерв люфтваффе і призначений керівником (Корфюрером) Націонал-соціалістичного авіакорпусу (НСФК), на чолі якого залишався до кінця війни.

### Після війни
У травні 1945 року арештований британськими військами неподалік від Любека. 9 січня 1946 переведений в спеціальний табір для військовополонених у Південному Уельсі. У 1947 році звільнений.
У 1955 році став президентом Товариства кавалерів Лицарського хреста. Помер 11 лютого 1974 року в Берліні.

## Нагороди
Військова кар'єра
- 5 квітня 1902 — фанен-юнкер
- 22 листопада 1902 — фенрих
- 18 серпня 1903 — лейтенант
- 18 серпня 1911 — оберлейтенант
- 8 листопада 1914 — гауптман
- 16 січня 1920 — майор
- 1 січня 1934 — оберст
- 1 квітня 1936 — генерал-майор
- 1 лютого 1938 — генерал-лейтенант
- 1 квітня 1938 — генерал авіації
- 19 липня 1940 — генерал-полковник

- Залізний хрест 2-го і 1-го класу
- Нагрудний знак військового пілота (Пруссія)
- Королівський орден дому Гогенцоллернів, лицарський хрест з мечами
- Орден «За заслуги» (Баварія) 4-го класу з мечами і короною
- Медаль «За відвагу» (Гессен) (1917)
- Pour le Mérite (4 грудня 1917)
- Почесний хрест ветерана війни з мечами (3 травня 1935)
- Медаль «За вислугу років у Вермахті» 4-го, 3-го і 2-го класів (18 років)
- Застібка до Залізного хреста 2-го і 1-го класів
- Лицарський хрест Залізного хреста (24 червня 1940)
- 4 рази відзначений у Вермахтберіхт (6 серпня 1941, 16 вересня 1941, 21 жовтня 1941 і 29 червня 1942)
- Медаль «За зимову кампанію на Сході 1941/42» (1942)
- Комбінований Знак Пілот-Спостерігач в золоті з діамантами
- Почесна застібка на орденську стрічку для Люфтваффе